# Jihoslovanské jazyky

Země, kde se hovoří jihoslovanskými jazyky

Jihoslovanské jazyky tvoří jednu ze tří geografických skupin slovanských jazyků, vedle jazyků západoslovanských a východoslovanských. Od svých příbuzných ve střední a východní Evropě je dělí pás území hovořící německy, maďarsky a rumunsky. Jihoslovanské jazyky se dále dělí na západní a východní podskupinu.
Prvním písemně dochovaným jihoslovanským jazykem byla v 9. století staroslověnština založená na soluňském nářečí. Dodnes je některými jihoslovanskými pravoslavnými církvemi používána církevní slovanština na ní stojící jako liturgický jazyk.

## Klasifikace

### Zařazení jižních slovanských jazyků a kulturní souvislosti
Jihovýchodně od centra vývoje jihoslovanských jazyků byly jednotlivé řeči pod silným vlivem řeckého jazyka a kultury. Tyto jazyky byly rovněž ovlivněny orientální kulturou, která zanechala stopy v řadě tureckých slov, hlavně v bulharském a makedonském jazyce.
Oproti tomu některé západní jihoslovanské jazyky patří ke kulturnímu okruhu katolické kultury a byly vystaveny vlivu latinského jazyka a západní kultury. Namísto cyrilice zde převážila latinka.
Jihoslovanské jazyky se odlišují jeden od druhého různými rysy (ať to je například zánik pádových koncovek, či infinitivu, existence minulých časů jako je aorist, či imperfektum, nebo zachováním duálu (např. ve slovinštině), se kterými se nelze setkat v západoslovanských, či východoslovanských jazycích.
Slovanské jazyky náleží do baltoslovanské větve indoevropské jazykové rodiny. Samotné jihoslovanské jazyky existují pouze na základě geografického členění, netvoří monofyletickou skupinu, u které by někdy v historii existovala jediná společná pra-jihoslovanská forma vykazující jedinečné fonologické, morfologické a lexikální změny oproti ostatním slovanským jazykům. Na rozdíl od nich nenacházíme v historii jižních Slovanů období kulturní nebo politické jednoty, kdy by mohla prajihoslovanština existovat a kdy by v ní mohlo docházet ke zmíněným charakteristickým změnám. U všech navrhovaných lexikálních a morfologických vzorů byl prokázán společný praslovanský základ nebo jejich výskyt v některých nářečích slovenštiny a ukrajinštiny.
V rámci jihoslovanských jazyků ovšem pravděpodobně existovaly dva ancestrální jazyky: západní prajihoslovanština, z níž se vyvinula dnešní nářečí používaná ve Slovinsku, Chorvatsku, Bosně a Hercegovině, Srbsku, Černé Hoře a slovanská nářečí používaná v Kosovu, a východní prajihoslovanština, předchůdce bulharsko-makedonských nářečí.[zdroj?] Starší literatura se často také zmiňuje o srbochorvatském nebo středojihoslovanském jazykovém kontinuu tvořeném čakavským, kajkavským, štokavským, někdy i torlackým dialektem. V čakavštině, kajkavštině i některých jihosrbských dialektech jsou patrné vlivy dominantní štokavštiny na jejich slovní zásobu a do určité míry i morfologii, což svádělo k představě jediného ancestrálního dialektu nebo jedinečné izoglosy. Srbochorvatský dialektální systém (pro nějž se používá také politicky korektnější název středojihoslovanský diasystém) existuje pouze v umělém geografickém členění, dnes považovaném za zastaralé.[zdroj?]
Všechny jihoslovanské dialekty tvoří jazykové kontinuum sahající od dnešního jižního Rakouska po jihovýchod Bulharska. Na úrovni dialektologie nebo morfologické typologie lze rozlišit několik základních dialektů, jejich hranice jsou však neostré v důsledku intenzivního kontaktu a častých migrací v minulosti. Na druhou stranu, kulturní sebeurčení a osvobození od osmanské a rakousko-uherské nadvlády následované vznikem národních států v 19. a 20. století vedlo k rozvoji a kodifikaci národních jazyků. Tento proces byl víceméně dovršen koncem 20. století v souvislosti s rozpadem Jugoslávie (zbývá pouze vyřešit národnostní a jazykovou otázku v Černé Hoře). Většina jazyků zvolila jeden dialekt jako základ spisovného jazyka, což v důsledku vedlo na jedné straně k vytlačování některých dialektů, na druhé straně k rozvoji jiných. Národní a etnické hranice navíc ve většině případů neodpovídají hranicím rozšíření dialektů.
Jihoslovanské jazyky je tedy možné klasifikovat dvěma různými způsoby; jednak z hlediska geografického, jednak z pohledu sociolingvistického. Tyto přístupy si málokdy odpovídají. Například Chorvati mluví třemi hlavními a dvěma okrajovými dialekty ve čtyřech zemích, zatímco jejich spisovný jazyk je založen na ijekavské novoštokavštině.

## Rozdělení
slovinština
chorvatština
bosenština
srbština
torlačtina
torlačtina (přechodný dialekt)
makedonština
bulharština
- východní větev
  - makedonština
  - pomačtina
  - goranština
  - bulharština
  - staroslověnština – mrtvý jazyk
  - církevní slovanština – liturgický jazyk pravoslavných církví
- západní větev
  - slovinština
  - kajkavština
  - čakavština
  - srbo-chorvatské/štokavské jazyky
    - chorvatština
    - bosenština
    - srbština
    - černohorština

### Klasifikace jihoslovanských nářečí a dialektů
- Jihoslovanské jazyky (32 milionů mluvčích)
  - Západní větev
    - Slovinština (2,1 miliónů mluvčích),
    - Chorvatština (6,5 miliónů mluvčích),
    - Bosenština (2,3 miliónů mluvčích),
    - Srbština (8,5 miliónů mluvčích),
    - Černohorština (0,6 miliónů mluvčích).

## Nářečí
- -     -       - Alpské nářečí:
        - Gorenské nářečí (v Slovinsku)
        - Dolské nářečí (v Slovinsku)
        - Notranské nářečí (v Slovinsku)
        - Primorské nářečí (v Slovinsku)
        - Korošské nářečí (v Slovinsku a Rakousku)
        - Štaerské nářečí (v Slovinsku)
        - Prekmurské nářečí (v Slovinsku a Maďarsku)
        - Zámuřština (slovinština v Maďarsku, pochází z Prekmurského nářečí)

      - Kajkavské nářečí:
        -           - východní kajkavský dialekt (v Chorvatsku)
          - severozápadní kajkavský dialekt (v Chorvatsku)
          - jihozápadní kajkavský dialekt (v Chorvatsku)

      - Čakavské nářečí
        -           - buzetský dialekt (v Chorvatsku)
          - jihozápadní istrijský dialekt (v Chorvatsku)
          - severočakavský dialekt (v Chorvatsku)
          - střední čakavský dialekt (v Chorvatsku)
          - jihočakavský dialekt (v Chorvatsku)
          - lastovský dialekt (v Chorvatsku)

      - Štokavské nářečí
        - Západní stará štokavština
          - Slavonský dialekt (východ Chorvatska)
          - Východobosenský dialekt (východ Bosny a Hercegoviny a v Chorvatsku)

        - Východná stará štokavština
          - Kosovsko-resavský dialekt (východní Kosovo a jižní Srbsko)
          - Zetsko-sjenický dialekt (Oblast od Sandžaku přecházející na východ Černé Hory)

        - nová štokavština
          - Mladší ikavský dialekt (v Chorvatsku)
          - Východohercegovinský dialekt (Bosny a Hercegoviny, a východ Chorvatsku),
          - Šumadinsko-vojvodinský dialekt a (Smederevsko-vršacký dialekt) (Srbska a Vojvodina),

      - torlačké nářečí
        -           - Prizrensko-jihomoravský dialekt (Střední Srbsko a západní Kosovo)
          - Svrljuško-záplanský dialekt (Úzký ale dlouhý pás na jihovýchodě Srbska a Bulgarsko)

  - Východní větev
    - Bulharština (9 miliónů mluvčích);
    - Makedonština (1,6 miliónů mluvčích);

### Sociolingvistická klasifikace
- Jihoslovanské jazyky
  - Východní
    - Bulharština
    - Makedonština

  - Západní
    - Srbština, (ekavská) spisovná

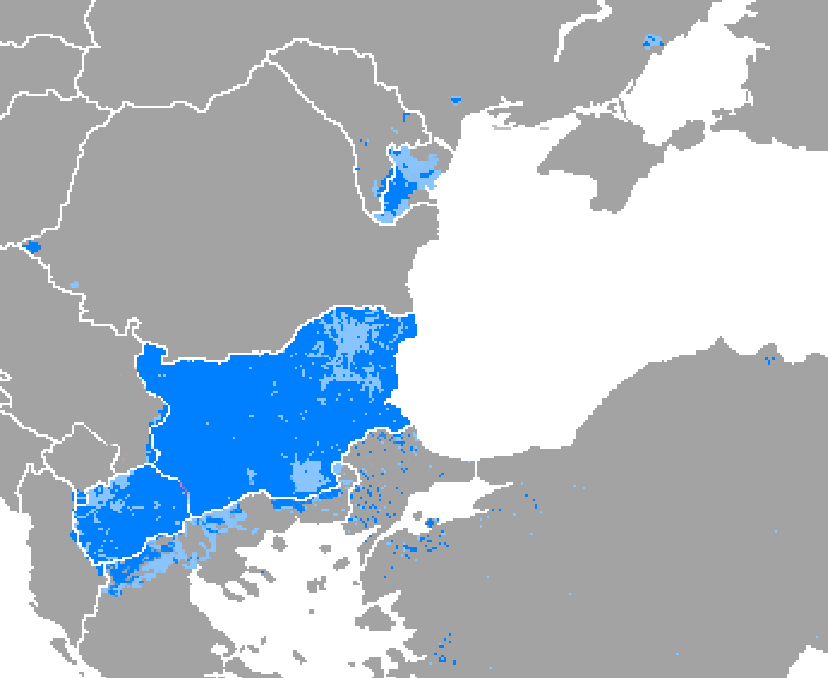
Oblasti, kde se mluví východní větví jihoslovanských jazyků:
většina mluvčích
menšina.

      -         - Vojvodinsko-šumadijský subdialekt (spisovný v Srbsku)
        - Torlačština (V Srbsku a Bulharsku)
        - Východohercegovinský subdialekt (spisovný pro bosenské Srby a Čerhohorce)
        - Černohorština, název pro variantu jazyka používanou v Černé Hoře

      - Nespisovné – Torlačtina

    - Bosenština (východobosenský dialekt – spisovný)
    - Chorvatština (ijekavská) spisovaná
      - Čakavština (nespisovný)
      - Kajkavština (nespisovný)
      - Moliský dialekt
      - Burgenlandský dialekt
      - Bunejvacký dialekt
      - Carasovský dialekt

    - Slovinština